# How Can You Mend a Broken Heart
«How Can You Mend a Broken Heart» (en idioma español: ¿Cómo se repara un corazón roto?) es una canción de The Bee Gees lanzada en 1971. Fue el primer sencillo del álbum Trafalgar de 1971 del grupo. La canción fue escrita por Barry y Robin Gibb en agosto de 1970, cuando los hermanos Gibb habían vuelto a reunirse luego de un período en el cual se habían separado. Ellos declararon que originalmente habían ofrecido la canción a Andy Williams, pero a última hora los Bee Gees la grabaron con sus voces y la incluyeron en el álbum de 1971, Trafalgar. 
La canción fue grabada el 28 de enero de 1971 en Londres. La parte instrumental estuvo a cargo de: Barry Gibb (guitarra), Maurice Gibb (guitarra, piano, bajo), posiblemente Alan Kendall (guitarra), y Geoff Bridgeford (Batería), con cuerdas y viento-maderas controlados y conducidos por Bill Shepherd. Los cantantes son Robin (solo en el verso de apertura, Barry (solo en el coro y el segundo verso), y Maurice (se le une a Barry y Robin en la armonía de los coros). Fue lanzado como sencillo en mayo de 1971 después del álbum. El lado B del sencillo fue una canción que no fue lanzada en álbumes, "Country Woman", escrita por Maurice Gibb, grabada el 6 de abril por Maurice (guitarra, piano, bajo), Kendall (guitarra), Bridgeford (batería), y Shepherd (cuerdas y trompeta).
Al Green realizó una versión de la canción en su álbum de 1972 Let's Stay Together. La canción fue además hecha versión por Cher en 1972 para su álbum Half-Breed.
Michael Bublé en 2003, con Barry Gibb cantando en la voz de fondo, en su álbum del mismo nombre Michael Bublé. La versión de Bublé alcanzó el Top 30 de la lista "Billboard Adult Contemporary". La cantante de jazz y pianista Diana Krall grabó una versión de la canción para su álbum de 2009, Quiet Nights.
La canción falló en alcanzar el UK Singles Chart, pero fue el primer sencillo de los Bee Gees en los Estados Unidos en llegar al #1 en el Billboard Hot 100, además alcanzó el lugar #4 en el "Billboard Easy Listening Survey".

## Versiones alternativas
Una versión alternativa apareció en el Reino Unido, cuando fue entregada la primera edición del álbum compilatorio Bee Gees: Their Greatest Hits - The Record. Tiene las voces distintas, el piano y el bajo. Es muy notorio que Barry, y no Robin, aparece cantando el primer verso, y que Barry no aparece después de cada coro. Éste fue un error en la grabación de los CD, más ambos temas tienen excelente calidad. Las diferencias entre las versiones ilustran cómo los Bee Gees construyeron la canción parte por parte. Esta segunda versión, insatisfacitoria en voz, piano y bajo sería rehecha para dar paso a la versión lanzada tanto en los sencillos como en el álbum [cita requerida]
Teddy Pendergrass grabó una versión de esta canción en su LP titulado Truly Blessed lanzado en 1991, y Steve Brookstein en su álbum #1 Heart & Soul en 2005.